# Appingedam
Appingedam  (nel dialetto locale: Apnkedaam o  'n Daam è una città ed ex-municipalità dei Paesi Bassi di 12 046 abitanti situata nella provincia di Groninga. La municipalità è stata soppressa nel 2021 ed inclusa nella nuova municipalità di Eemsdelta.
La città di Appingedam fu nel Medioevo membro della Lega Anseatica.

## Etimologia
Il toponimo Appingedam, attestato come 1253 Appengadomme (1253), Damme (1308), Appinge, Appinggadamme (1326) e Appingadam (XIX secolo), è formato dal termine apa, che significa "fiume", "torrente" e da dam, "diga".

## Geografia fisica

### Collocazione
Appingedam si trova nella parte nord-orientale della provincia di Groninga ed è situata a nord-est della città di Groninga (da cui dista circa 30 km e ad ovest di Delfzijl.

### Suddivisione amministrativa[1]
- Appingedam
- Garreweer
- Jukwerd
- Marsum
- Solwerd
- Opwierde
- Tjamsweer

## Storia
Appingedam ricevette lo status di città nel 1327.

## Architettura
La città di Appingedam vanta 65 edifici classificati come rijksmonumenten.
Una particolarità architettonica della città è rappresentata dalle cosiddette "cucine sospese" (in olandese: hangende keukens; v. immagini sotto), ovvero delle cucine costruite all'esterno delle case per garantire maggior spazio negli interni.
| Gli interni dell'Euromast | Gli interni dell'Euromast |